# Рокфорд (Ајова)
Рокфорд (енгл. Rockford) град је у америчкој савезној држави Ајова. По попису становништва из 2010. у њему је живело 860 становника.

## Демографија
Према попису становништва из 2010. у граду је живело 860 становника, што је -47 (-5.2%) становника више него 2000. године.
| Група             | 2000.       | 2010.       |
| Белци             | 892 (98,3%) | 851 (99,0%) |
| Афроамериканци    | 3 (0,3%)    | 2 (0,2%)    |
| Азијати           | 0 (0,0%)    | 1 (0,1%)    |
| Хиспаноамериканци | 3 (0,3%)    | 1 (0,1%)    |
| Укупно            | 907         | 860         |